# محمدآباد (گرمسار)
محمدآباد (گرمسار)، روستایی از توابع بخش مرکزی شهرستان گرمسار در استان سمنان ایران است.بیشترین  شغل اهالی روستای محمد آباد دامپروری و کشاورزی است دارای اب و هوایی گرم وخشک می باشد

## جمعیت
این روستا در دهستان حومه قرار دارد و براساس سرشماری مرکز آمار ایران در سال ۱۳۸۵، جمعیت آن ۳۸۱ نفر (۱۰۷خانوار) بوده‌است.